# Il futuro
Il futuro è un film del 2013 diretto da Alicia Scherson, liberamente tratto dal romanzo Un romanzetto canaglia di Roberto Bolaño .

## Trama
Dopo aver perso i genitori in un incidente stradale, gli adolescenti Bianca e Tomas, di origini cilene, si trovano a dover gestire la propria esistenza senza nessuno su cui poter contare. A poco servono le sporadiche visite di un'assistente sociale. Ben presto, Il Libico e Il Bolognese, due ragazzi e piccoli criminali, carpiscono la fiducia dei fratelli e si installano nella loro casa romana con un fine ben preciso: sfruttare l'avvenenza di Bianca per conquistare la fiducia di un vecchio attore di pellicole mitologiche, Maciste, che hanno intenzione di derubare.